# Honey Bee〜
「Honey Bee〜」（ハニー・ビー〜）は2010年1月20日にリリースされた中野腐女シスターズのデビューシングル。発売元はテイチクエンタテインメント。

## 概要
通常盤と初回限定盤（乾曜子Ver.）（喜屋武ちあきVer.）（浦えりかVer.）（京本有加Ver.）（虎南有香Ver.）（原田まりるVer.）が発売された。初回限定盤にはDVDが付属している。

## 収録曲
公式サイト内の紹介ページによる。

### 通常盤
1. Honey Bee〜
  - 作詞・作曲：はなわ 編曲：成田忍
2. たたかえ!爆露マン
  - 作詞・作曲：はなわ 編曲：古坂大魔王
3. バレンタインデイ〜わたし恋してる〜
  - 作詞・作曲：はなわ 編曲：成田忍

### 初回限定盤
1. Honey Bee〜
2. たたかえ!爆露マン
3. すいみん不足
  - 作詞・作曲：CHICKS 編曲：成田忍
  - CHICKSのカバー。